# Великий восток США
Великий восток Соединенных Штатов Америки (англ. Grand Orient of the United States of America) — американское либеральное масонское послушание.

### Современная история
В 2005 году несколько лож оставили регулярные великие ложи в США и образовали Объединённую великую ложу Америки. Их целью было восстановить в Соединенных Штатах дух современного масонства, основанного на принципах Просвещения и идеалах всеобщего братства, как это практикуется в странах континентальной Европы.
В 2007 году движение было подкреплено появлением новых лож, которые также покинули регулярные великие ложи. Чтобы подчеркнуть свою близость к французскому и европейскому масонству, Объединённая великая ложа Америки была переименована в Великий восток США.

## Принципы
Великий восток Соединенных Штатов базируется на основных принципах:
- Свобода совести для всех является важным элементом свободы, равенства и братства.
- Поддержка разделения церкви и государства и религиозной терпимости и духовности.
- Поддержка свободы прессы, как необходимого элемента в поддержании неотъемлемых прав человека и, в том числе жизни, свободы и стремления к счастью.
- Поддержка образования и обучения на протяжении всей жизни.
- Поддержка беспристрастной судебной системы, необходимой гарантии сохранения прав человека.
- Поддержка науки и искусства в качестве важнейших элементов человеческого прогресса.
- Поддержка усилий по обеспечению устойчивого развития, как важного элемента для выживания человечества[1].

## Функционирование
Великий восток Соединенных Штатов способствует абсолютной свободе совести и не требует от своих членов веры в Бога. Основной целью считает улучшение человечества. Великий восток Соединенных Штатов не запрещает обсуждение политических или религиозных вопросов в своих ложах.
Ложи Великого востока США свободны в выборе своего устава. В настоящее время они используют:
- Древний и принятый шотландский устав
- Французский современный устав
- Устав Эмулейшн
- Американский устав Престона/Уэбба[1]

Великий восток США — мужское послушание, но проводит работы совместно со смешанными ложами Союза Джорджа Вашингтона. Эти два послушания (Союз Джорджа Вашингтона и Великий восток США) показывают, что либеральное масонство в Соединенных Штатах открыто для всех независимо от пола, цвета кожи и философских убеждений.

## Ложи Великого востока США
- Les Neuf Sœurs (Вашингтон (округ Колумбия))
- Halcyon (Кливленд)
- Euclide (Гран Рапидс)
- Intrepid (Лос-Анджелес)
- Regulus Lodge (треугольник, странствующая ложа)
- Sirius (Атланта)

Две ложи за пределами США :
- Deucalion (Патрас, Греция)
- Thomas Paine (Париж, Франция)[2]

Члены ВВ США также могут принимать участие в работах 5 лож Союза Джорджа Вашингтона, в 5 ложах Великого востока Франции в Северной Америки, и в 3 ложах Великой ложи Бельгии.